# Akaban
Akaban (赤盤?) är en singel av det japanska rockbandet MUCC, släppt i Japan den 15 juli 2001. "Akaban" betyder "röd skiva" och släpptes samtidigt som Aoban, "blå skiva".

## Låtlista
1. "Kurai kyoku" (暗い曲, Mörk melodi)
2. "Suimin" (スイミン, Sömn)
3. "Samidare" (五月雨, Försommarregn)